# Sture Meijer
Sture Meijer, född 27 maj 1931, död 23 november 2023, var en svensk målare, tecknare, grafiker och skulptör bosatt i Kåge, Skellefteå.
Meijer studerade 1951 vid Académie Libre i Stockholm och finns representerad vid ett antal museer, bland annat Moderna museet, Göteborgs konstmuseum, och Uppsala konstmuseum. Sture Meijer har utfört offentliga utsmyckningar i ett flertal svenska städer.
Sture Meijer har donerat cirka 200 alster till Skellefteå kommun, den så kallade Meijersamlingen.